# Emilio Prini
Emilio Prini, né en 1943 à Stresa et mort le 1er septembre 2016 à Rome, est un peintre, dessinateur et photographe italien, représentant de l’Arte Povera,,.

## Collections
- Tate Modern[4]
- Château de Rivoli